# カルロス・サントス
カルロス・サントス（Carlos Santos 、1955年10月1日 - ）は、プエルトリコの男性プロボクサー。セイバ出身。元IBF世界スーパーウェルター級王者。

## 来歴
1976年10月11日、プロデビューを果たし4回判定勝ち。白星でデビューを飾った。
1978年9月9日、リッキー・ウェイゲルと対戦し8回判定勝ち。
1980年7月5日、エスペルノ・ポスチと対戦し4回TKO勝ち。
1981年11月14日、ラスベガスのショウボートでWBC世界スーパーウェルター級王者ウィルフレド・ベニテスと対戦し15回0-3(138-147、140-145、139-145)の判定負けで王座獲得に失敗した。
1984年11月2日、ニューヨークのフェルト・フォーラムでIBF世界スーパーウェルター級王者マーク・メダルと対戦し15回3-0(146-138、142-140、147-139)の判定勝ちで王座獲得に成功した。
1985年6月1日、パリのパーク・デ・プリンセスでルイス・アカリエスと対戦し15回3-0(147-139、147-138、143-142)の判定勝ちで初防衛に成功した。
1986年6月4日、承認料未払いでIBF世界スーパーウェルター級王座を剥奪され、IBF世界スーパーウェルター級王座決定戦でバスター・ドレイトンと対戦し15回0-2(141-145、140-145、143-143)の判定負けに終わった。
1987年4月4日、元ウェルター級統一世界王者でUSBA全米スーパーウェルター級王者ドナルド・カリーと対戦し故意のバッティングで即座に試合終了。5回2分25秒失格負けで王座獲得に失敗した。
1988年3月3日、ウーゴ・ラウル・マリナンゲルと対戦し10回判定勝ち。
1991年10月30日、ブリナッティー・マクイロンと対戦し10回判定勝ちを最後に現役を引退した。

## 獲得タイトル
- 第2代IBF世界スーパーウェルター級王座（防衛1）